# Gyrostemon australasicus
Gyrostemon australasicus är en tvåhjärtbladig växtart som först beskrevs av Horace Bénédict Alfred Moquin-Tandon, och fick sitt nu gällande namn av Anton Heimerl. Gyrostemon australasicus ingår i släktet Gyrostemon och familjen Gyrostemonaceae. Inga underarter finns listade i Catalogue of Life.